# Лукский сельсовет (Гродненская область)
Лукский сельсовет — административная единица на территории Кореличского района Гродненской области Республики Беларусь. Административный центр — агрогородок Луки.

## История
В 2008 году уточнены наименования сельских населённых пунктов Кореличского района — Асташин.

## Состав
Лукский сельсовет включает 8 населённых пунктов:
- Асташин — деревня.
- Бояры — деревня.
- Вышково — деревня.
- Долматовщина — деревня.
- Крышиловщина — деревня.
- Луки — агрогородок.
- Любаничи — деревня.
- Унехово — деревня.